# Merlucciidae

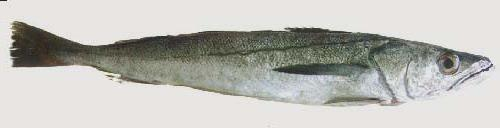
Merluza del Pacífico sur (Merluccius gayi gayi).

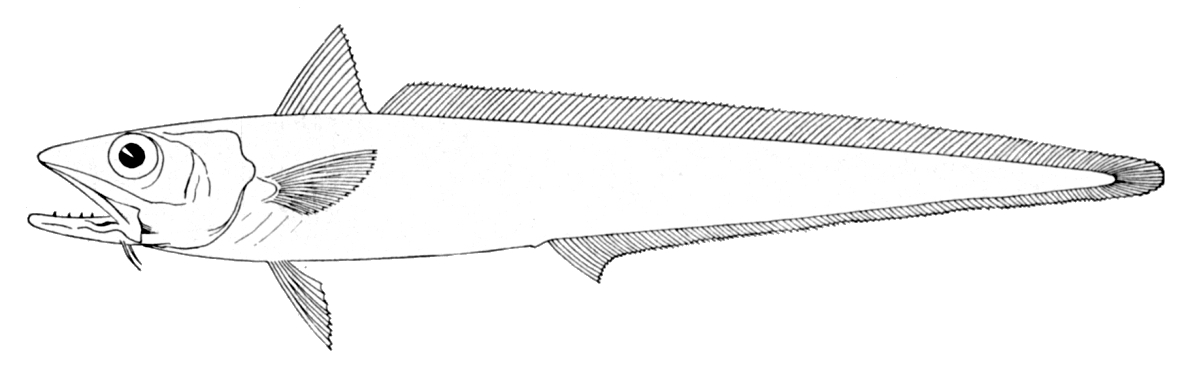
Merluza de cola azul (Macruronus novaezelandiae).

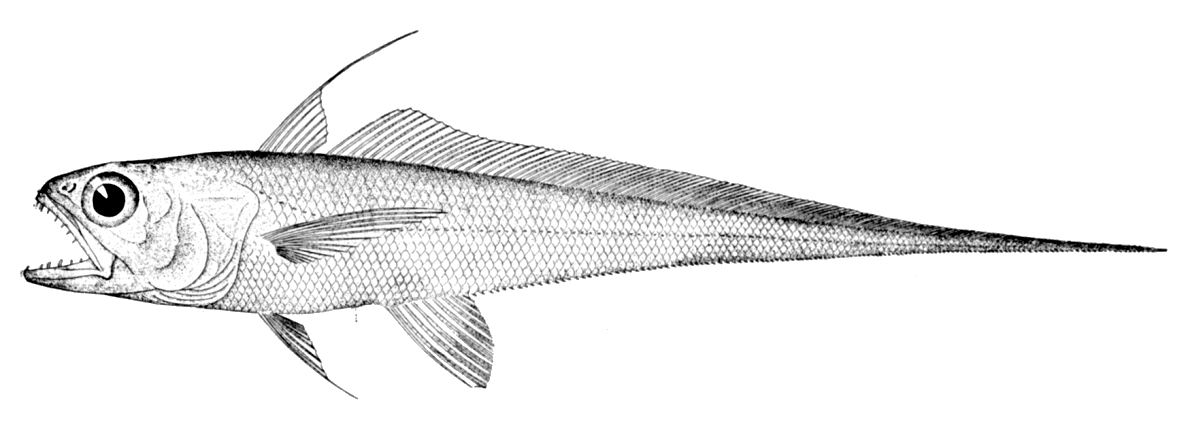
Mollera luminosa (Steindachneria argentea).

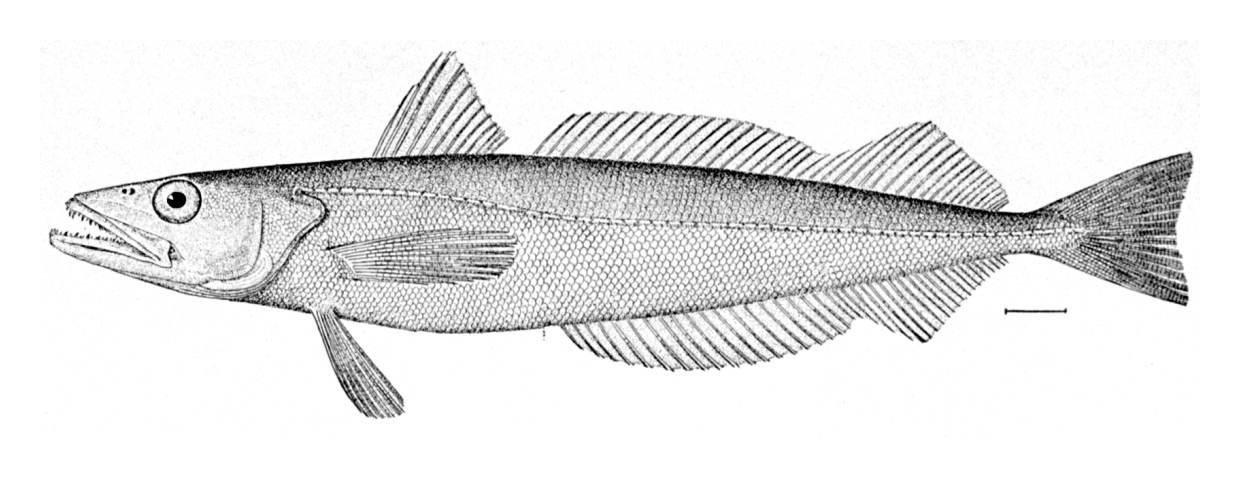
Merluza norteamericana (Merluccius bilinearis).

Los merlúcidos son la familia Merlucciidae, peces marinos del orden Gadiformes que incluye a las merluzas, de gran importancia comercial, distribuidos por el Atlántico y sur y este del océano Pacífico. Su nombre procede del latín: maris (mar) + lucius (pica), por su forma de lanza. Aparecen por primera vez en el registro fósil en el Oligoceno, a mitad del Terciario.

## Anatomía
Tienen dos aletas dorsales, excepto Lyconodes que tiene solo una, la segunda aleta dorsal y la aleta anal con una muestra posterior, siendo los primeros radios de la aleta dorsal espinosos; carecen de bigotes en la barbilla, con una boca grande en posición terminal y un puente en forma de V en la parte superior de la cabeza; las escamas son pequeñas y de tipo cicloide; tiene dientes en la parte delantera del hueso vómer; la mayoría de las especies tienen los dientes largos y afilados en la boca.

## Hábitat y forma de vida
Las especies del género Merluccius son voraces depredadores que habitan en la plataforma continental y en la parte superior del talud continental; las especies del género Macruronus viven en grandes bancos en la plataforma continental subantártica.

## Géneros y especies
Existen 24 especies válidas, agrupadas en 5 géneros:
- Subfamilia Merlucciinae:
  - Género Lyconodes (Gilchrist, 1922)
    - Lyconodes argenteus (Gilchrist, 1922)

  - Género Lyconus (Günther, 1887)
    - Lyconus brachycolus (Holt y Byrne, 1906)
    - Lyconus pinnatus (Günther, 1887)

  - Género Macruronus (Günther, 1873)
    - Macruronus capensis (Davies, 1950) - Granadero del Cabo.
    - Macruronus maderensis (Maul, 1951)
    - Macruronus magellanicus (Lönnberg, 1907) - Merluza de cola o Hualca.
    - Macruronus novaezelandiae (Hector, 1871) - Merluza de cola azul, Hualca o Cola de rata azul.

  - Género Merluccius (Rafinesque, 1810)
    - Merluccius albidus (Mitchill, 1818) - Merluza blanca, o Merluza (en México y Venezuela).
    - Merluccius angustimanus (Garman, 1899) - Merluza panameña, o Merluza (en Centroamérica).
    - Merluccius australis (Hutton, 1872) - Merluza austral, Merluza del sur, Merluzón o Pescada de los canales.
    - Merluccius bilinearis (Mitchill, 1814) - Merluza norteamericana.
    - Merluccius capensis (Castelnau, 1861) - Merluza del Cabo.
    - Merluccius gayi gayi (Guichenot, 1848) - Merluza chilena, Peje palo, Merluza o Pescada (en Chile y Perú).
    - Merluccius gayi peruanus (Ginsburg, 1954) - Merluza peruana, Peje palo, Merluza o Pescada (en Perú y Ecuador).
    - Merluccius hernandezi (Mathews, 1985) - Merluza de Cortés.
    - Merluccius hubbsi (Marini, 1933) - Merluza argentina, Merluza (en Argentina y Uruguay), Pescada de la Patagonia.
    - Merluccius merluccius (Linnaeus, 1758) - Merluza, Pescada, Pescadilla o Pijota.
    - Merluccius paradoxus (Franca, 1960) - Merluza de cantil.
    - Merluccius patagonicus (Lloris y Matallanas, 2003) - Merluza patagónica.
    - Merluccius polli (Cadenat, 1950) - Merluza de Angola o Merluza negra.
    - Merluccius productus (Ayres, 1855) - Merluza del Pacífico norte, Merluza (en México) o Merluza norteña.
    - Merluccius senegalensis (Cadenat, 1950) - Merluza del Senegal o Merluza negra.
    - Merluccius tasmanicus (Matallanas y Lloris, 2006)
- Subfamilia Steindachneriinae:
  - Género Steindachneria (Goode y Bean, 1888)
    - Steindachneria argentea (Goode y Bean, 1896) - Merluza luminosa o Mollera luminosa.